# Kees van Oostrum
Kees van Oostrum (* 5. Juli 1953 in Amsterdam, Niederlande) ist ein niederländischer Kameramann und Filmregisseur.

## Leben
Kees van Oostrum wuchs in Amsterdam auf und studierte von 1972 bis 1976 an der Nederlandse Film en Televisie Academie. Nach einem hervorragenden Abschluss erhielt er ein Stipendium, um von 1977 bis 1979 am American Film Institute zu studieren. Bereits 1980 erschien das 40-minütige Drama Nights at O’Rear’s, bei dem Oostrum eigenverantwortlich als Kameramann arbeitete. Anschließend arbeitete Oostrum hauptsächlich für das Fernsehen und drehte unter anderem Filme wie Gettysburg, Thinner – Der Fluch und Mut zur Liebe. Sein Schaffen als Kameramann umfasst mehr als 70 Film- und Fernsehproduktionen. Als Regisseur inszenierte er einzelne Episoden verschiedener Fernsehserien, außerdem zwei Spielfilme.
Seit 1993 gehört er der American Society of Cinematographers an; 2016 wurde er als Präsident der A.S.C. gewählt. Sein Nachfolger im Amt wurde 2020 Stephen Lighthill.

## Filmografie (Auswahl)

### Kamera
- 1980: Nights at O’Rear’s
- 1984: Her Life as a Man
- 1985: Schuldlos hinter Gittern (Crime of Innocence)
- 1987: Rosen der Rache (Roses Are for the Rich)
- 1990: Anwalt des Feindes (The Incident)
- 1991: Die Schmach des Vergessens (Never Forget)
- 1991: General Custers letzte Schlacht (Son of the Morning Star)
- 1991: Sehnsucht ohne Grenzen (Long Road Home)
- 1991: Späte Leidenschaft (An Inconvenient Woman)
- 1992: Der Bulle und die Stripperin (Somebody’s Daughter)
- 1992: Im Namen meiner Tochter (In My Daughter’s Name)
- 1992: Miss Rose White
- 1993: Als Baby entführt (There Was a Little Boy)
- 1993: Danielle Steel – Herzschlag für Herzschlag (Heartbeat)
- 1993: Der geschlagene Mann (Men Don't Tell)
- 1993: Die Macht der Liebe (Torch Song)
- 1993: Gettysburg
- 1993: Wildes Land (Return to Lonesome Dove)
- 1994: Children of the Dark – Kinder der Dunkelheit (Children of the Dark)
- 1994: Danielle Steel – Nur einmal im Leben (Once in a Lifetime)
- 1994: Der Feind in den eigenen Reihen (The Enemy Within)
- 1994: Hart aber herzlich – Alte Freunde sterben nie (Hart to Hart: Old Friends Never Die)
- 1994: Jack Reed: Gnadenlose Jagd (Jack Reed: A Search for Justice)
- 1995: Claudia und das Geheimnis des Engels (From the Mixed-Up Files of Mrs. Basil E. Frankweiler)
- 1995: Der Tod hinter der Maske (Down Came a Blackbird)
- 1995: Journey – Verlorene Erinnerungen (Journey)
- 1995: Separate Lives – Tödliches Doppelleben (Separate Lives)
- 1996: Thinner – Der Fluch (Thinner)
- 1997: Der Strom (Old Man)
- 1997: Medusa’s Child – Atombombe an Bord der 737 (Medusa’s Child)
- 1998: Im Netz der schwarzen Witwe (Before He Wakes)
- 1999: Die Gesetzlosen (You Know My Name)
- 1999: Drive Me Crazy
- 2000: Mut zur Liebe (Cupid & Cate)
- 2003: Gods and Generals
- 2004: Mein neues Leben (Revenge of the Middle-Aged Woman)
- 2004: Spartacus
- 2006: Ein vollkommener Tag (A Perfect Day)
- 2006: Weites Wasser (The Water Is Wide)
- 2008: The Last Word
- 2009: The Hessen Affair
- 2010: Christina
- 2010: The Genesis Code
- 2010: Secrets in the Walls (Fernsehfilm)
- 2011: Smooch (Fernsehfilm)
- 2013: Copperhead
- 2014: Dark Hearts
- 2014: Where the Road Runs Out
- 2014: Ein tödliches Versprechen (Broken Vows)
- 2014–2018: The Fosters (Fernsehserie, 35 Episoden)
- 2020: The Echo of Being

### Regie
- 1984: Missing Persons: Four True Stories (Dokumentarfilm)
- 1985: Het bittere kruid
- 1987: Hitchhiker – Unglaubliche Geschichten (The Hitchhiker, Fernsehserie, Episode 4x03)
- 1998: Profiler (Fernsehserie, Episode 2x16)
- 2006: We Fight to Be Free (Kurzfilm)
- 2013: A Perfect Man
- 2015, 2017: The Fosters (Fernsehserie, 2 Episoden)

## Auszeichnungen
Emmy
- 1992: Nominierung für Outstanding Individual Achievement in Cinematography for a Miniseries or a Special von Miss Rose White
- 1994: Nominierung für Outstanding Individual Achievement in Cinematography for a Miniseries or a Special von Wildes Land